# Handelsblatt

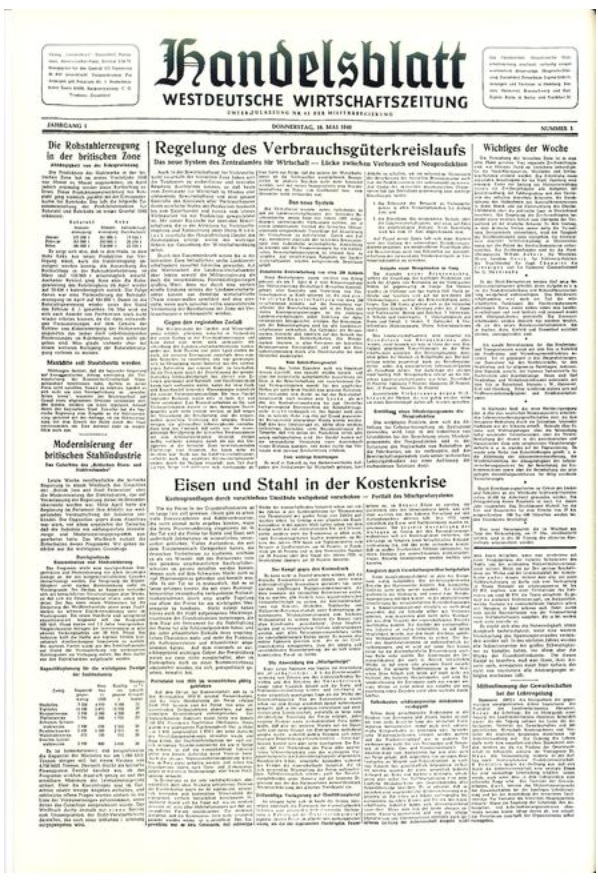
Titulní stránka prvního vydání novin Handelsblatt z 16. května 1946, s palcovým titulkem „Regelung des Verbrauchsgüterkreislaufs“.

Handelsblatt je přední německý ekonomický deník vydávaný stejnojmenným vydavatelstvím se sídlem v Düsseldorfu. Šéfredaktorem je Bernd Ziesemer.
První číslo Handelsblattu vyšlo 16. května 1946. Od roku 1999 deník spolupracuje také s americkým vydavatelstvím Dow Jones, které vydává mj. deníky The Wall Street Journal a The Wall Street Journal Europe. Z českých deníků se mu nejvíce podobají Hospodářské noviny.
Handelsblatt vychází denně od pondělí do pátku za cenu 1,80 EUR, cena stanovená pro Česko činí 100 CZK. Ve 4. čtvrtletí 2003 činil průměrný denní prodaný náklad 148 319 výtisků, z toho připadalo 98 119 na předplatitele.
Od září 2005 nabízí Handelsblatt také online lexikon „WirtschaftsWiki“, který vysvětluje pojmy z oblasti hospodářství a politiky.